# Wilhelm von Merckel

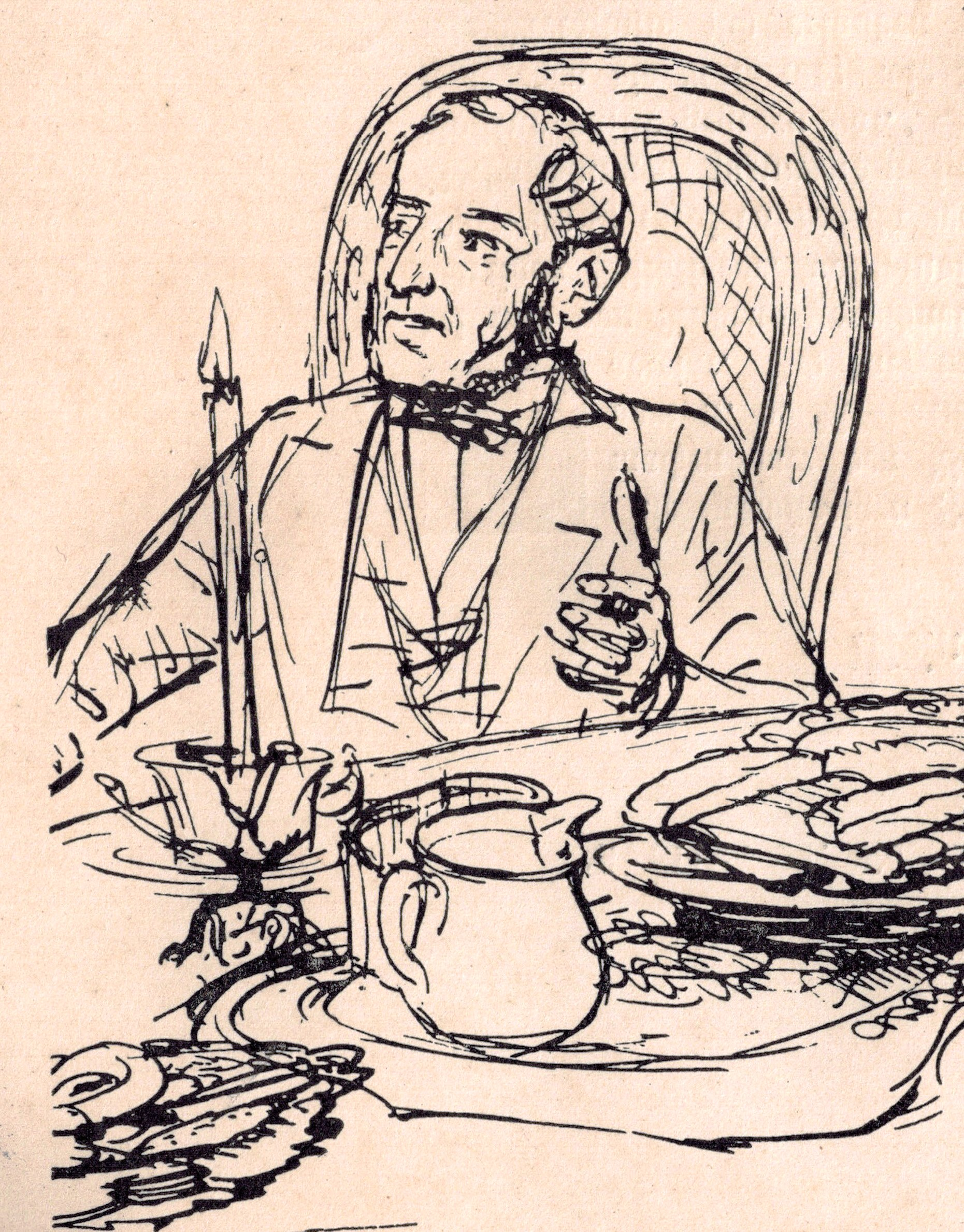
Wilhelm von Merckel, Zeichnung von Adolph von Menzel

Traugott Wilhelm von Merckel (* 6. August 1803 in Friedland, Landkreis Waldenburg i. Schles., Provinz Schlesien; † 27. Dezember 1861 in Berlin) war ein deutscher Jurist, Kammergerichtsrat und Schriftsteller.

## Leben
Wilhelm von Merckels Eltern waren der Breslauer Kaufmann Georg WIlhelm Merckel (* 16. August 1772; † 19. November 1835) und dessen Ehefrau Frederike Juliane Sophie Lange ( 13. Oktober 1876; † 22. Oktober 1811).
Der Neffe des Oberpräsidenten von Schlesien Friedrich Theodor von Merckel besuchte das Maria-Magdalena-Gymnasium in Breslau. Ab 1824 studierte er Rechtswissenschaften an der Schlesischen Friedrich-Wilhelms-Universität und an der Universität Heidelberg. Er kam 1839 nach Berlin und wurde 1850 zum Kammergerichtsrat ernannt. Er war Mitglied der literarischen Gesellschaft Tunnel über der Spree und mit Theodor Fontane und seiner Familie befreundet.
Merckel heiratete am 19. Mai 1836 Henriette Wilhelmine von Mühler (* 9. Oktober 1811; † 7. November 1889). Die Ehe blieb kinderlos.

## „Demokratenlied“
Merckel ist Urheber eines Demokratenliedes, das die „fünfte Zunft“ der Demokraten und ihr „Feldgeschrei“ nach Freiheit verspottet und im Herbst 1848 während der Revolution anonym auf einem Flugblatt in Berlin verbreitet wurde. Die Schlussverse „Gegen Demokraten / Helfen nur Soldaten“ wurden Titel einer Ende November 1848 ebenfalls anonym erschienenen Broschüre, die die Treue der preußischen Armee und Landwehr zu ihrem König preist und dem Chef des Allgemeinen Kriegsdepartements im preußischen Kriegsministerium, Generalmajor Gustav von Griesheim zugeschrieben wird.
| 1. Als der Herr nach seinem Plan alles hat erschaffen, däucht ihm alles wohlgetan: Engel – Menschen – Affen. Jegliches in seiner Art, war nach Weisheit offenbart, und sogar am Teufel hatt’ Er keinen Zweifel. 2. Aber dabei blieb es nicht, wer das meint, der irrt sich! Eine Spielart kam ans Licht anno achtundvierzig. Die Natur hielt Niederkunft, und gebar die fünfte Zunft, obwohl sehr mißraten, die der Demokraten! 3. Etwas haben sie an sich von jedweder Raçe: Menschen sind sie äußerlich, nach Gesicht und Masse, Affen je nach Tracht und Bart, innerlich ist’s Teufelsart, und mit Engelszungen, kommen sie gesungen. 4. Ohne Heimat, ohne Paß, nirgends, allerwegen, wandern sie ohn Unterlaß, auf geheimen Stegen. | Wie der Kobold, immer nah, schnell auf’s Hexenzeichen da, allezeit gewärtig, immer fix und fertig. 5. „Freiheit“ ist das Feldgeschrei, „Freiheit“ die Parole, hintennach die Tyrrannei, schleicht auf weicher Sohle. Lauernd lugt sie um die Eck, „Freiheit!“ ist der frische Speck, Putsche und Krawalle sind die Mäusefalle. 6. Alles für das Heil der Welt, Volk von Gottes Gnaden! Jeder Gauner wird ein Held auf den Barrikaden. Immer drauf, die Fürsten fort, Gotteslohn für Brand und Mord! Euer sind die Taten, unser ist der Braten! 7. Also hausen durch das Land die unsaubern Geister, bis das Kreuz mit fester Hand drüber schlägt der Meister. Bei dem ersten Trommelklang fahren sie davon mit Stank. Gegen Demokraten Helfen nur – Soldaten ! |

## Werkauswahl
Siehe auch Bibliothek der deutschen Literatur. Bibliographie und Register. Zweite, vollständig überarbeitete und erweiterte Ausgabe. Eine Edition der Kulturstiftung der Länder. Bearbeitet von Axel Frey. München Leipzig 1999 (eingeschränkte Vorschau in der Google-Buchsuche).
- Des Königs letzter Gang. Sylvester-Gedicht. Bechtold, Berlin 1840.
- Poetische Versuche. (3 Bände, als Manuskript gedruckt.) Berlin 1840. (eingeschränkte Vorschau in der Google-Buchsuche)
- Aphorismen zur Verfassung. Berlin 1849. BSB MDZ
- Die Verfassungs-Frage. Berlin 1849.
- Darf das Heer auf die Verfassung vereidigt werden? [Berlin 1849] books.google
- Die Reaktion der Demokratie. Starcke, Berlin 1849.
- Ein Preussenwort an alle Preussen. J. F. Starcke, Berlin 1849.
- Zur Landwehrfrage. Schlesinger’sche Buch- und Musikhandlung, Berlin 1851.
- Alter und neuer Konservatismus. Von W. von Merckel, Abgeordnetem zur Ersten Kammer. Berlin 1852. books.google
- Sigelind. Ein Normal-Lustspiel. Verlag von Heinrich Schindler, Berlin 1854. (eingeschränkte Vorschau in der Google-Buchsuche)
- Ein neutrales Wort über Preußens Neutralität. Verlag von Heinrich Schindler, Berlin 1854. books.google
- Maria vom blühenden Dornstrauch. Eine Legende. Schroeder, Berlin 1854.
- Nachruf an Franz Kugler (Lessing). Im Literarischen Sonntags-Verein zu Berlin am 21sten März 1858 gesprochen vom zeitigen Haupte desselben. (Als Manuscript gedruckt.) Berlin 1858.
- Zwei Fragen und ein Programm. Berlin 1861.
- Kleine Studien. Novellen u. Skizzen. Nebst e. Vorw. von Theodor Fontane. Enslin, Berlin 1863.
- Gedichte. Enslin, Berlin 1866.
- Ruhe in: Deutsche Lyrik der Gegenwart seit 1850, herausgegeben von Ferdinand Avenarius.S. 273-277 archive.org